# ロシアンルーレット (Bluem of Youthの曲)
『ロシアンルーレット』は、Bluem of Youthの7枚目のシングル。

## 解説
- 1998年6月20日、エピックレコードジャパンより発売された。
- CDジャケットがアニメである。

## 収録曲
1. ロシアンルーレット
作詞:別所悠二、作曲:松ヶ下宏之、編曲:森俊之
2. Close by youe side (acoustic version)
作詞:別所悠二、作曲・編曲:松ヶ下宏之
3. ロシアンルーレット (Instrumental)